# Министерство культуры Чеченской Республики
Министерство культуры Чеченской Республики (Минкультуры ЧР) является республиканским органом исполнительной власти, проводящим государственную политику в области культуры, искусства, охраны и использования историко-культурного наследия, а также осуществляющим в пределах установленных действующими федеральными и республиканскими законами государственное регулирование и координацию деятельности иных республиканских органов исполнительной власти в сфере культуры.

## Подведомственные учреждения и предприятия
- Государственное бюджетное учреждение «Национальная библиотека Чеченской Республики им. А. А. Айдамирова»;
- Государственное бюджетное учреждение «Республиканская детская библиотека имени Героя Социалистического Труда Сергея Владимировича Михалкова»;
- Государственное бюджетное учреждение «Республиканская специальная библиотека для слепых»;
- Государственное автономное учреждение «Государственный ансамбль танца „Вайнах“»;
- Государственное автономное учреждение «Государственный детский ансамбль песни и танца „Даймохк“ имени Махмуда Алимсултановича Эсамбаева»;
- Государственное автономное учреждение культуры «Государственный фольклорный ансамбль песни и танца „Нохчо“»;
- Государственное автономное учреждение «Республиканский детский ансамбль песни и танца „Башлам“ им. Х. Алиева»;
- Государственное автономное учреждение «Чеченский государственный драматический театр им. Ханпаши Нурадилова»;
- Государственное автономное учреждение «Государственный русский драматический театр им. М. Ю. Лермонтова»;
- Государственное автономное учреждение «Чеченский государственный театр юного зрителя»;
- Государственное бюджетное учреждение культуры «Национальный музей Чеченской Республики»;
- Филиал «Литературно-этнографический музей Л. Н. Толстого»;
- Филиал «Литературно-мемориальный музей Арби Мамакаева»;
- Филиал «Махкетинский краеведческий музей»;
- Филиал «Литературный музей М. Ю. Лермонтова»;
- Филиал «Литературно-мемориальный музей А. Айдамирова»;
- Государственное бюджетное учреждение «Аргунский государственный историко-архитектурный и природный музей-заповедник»;
- Государственное бюджетное учреждение культуры «Краеведческий музей им. Х. А. Исаева»;
- Государственное бюджетное учреждение «Мемориальный комплекс Славы им. А. А. Кадырова»;
- Государственное бюджетное учреждение культуры «Государственный мемориальный музей А. А. Кадырова»;
- Государственное бюджетное учреждение культуры «Государственная галерея им. А. А. Кадырова»;
- Государственное бюджетное учреждение дополнительного образования «Национальная музыкальная школа» имени народного артиста СССР Муслима Магомаева";
- Государственное бюджетное учреждение культуры «Киноконцертный зал „Центарой“ имени Юсупа Сакказова;
- Государственное бюджетное учреждение „Центр народного творчества“;
- Государственное бюджетное учреждение дополнительного профессионального образования „Учебно-методический центр повышения квалификации работников культуры и искусства“;
- Государственное бюджетное учреждение профессионального образования „Чеченский государственный колледж культуры и искусств имени В. А. Татаева“;
- Государственное бюджетное учреждение „Государственное управление по кинематографии“;
- Государственное бюджетное учреждение культуры „Республиканский центр культуры и искусства“;
- Государственное бюджетное учреждение культуры „Чеченская государственная филармония имени А. Шахбулатова“»;
- ГУП «Художественные промыслы»;
- ГУП «Дуба-Юртовская керамическая фабрика».